# Sobór św. Mikołaja w Kronsztadzie

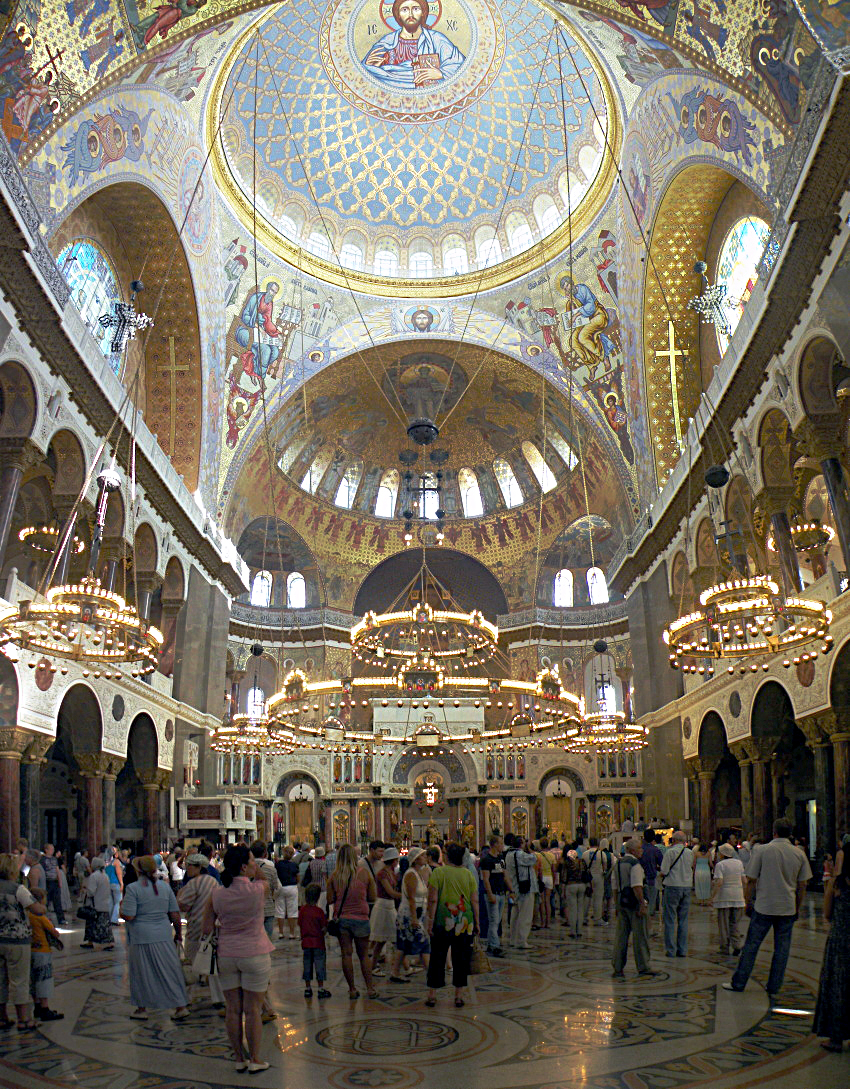
Wnętrze soboru

Sobór św. Mikołaja zwanym Soborem Morskim – prawosławna katedra położona w Kronsztadzie, wzniesiona w 1913.

## Historia
Sobór był budowany w latach 1903–1913 według projektu Wasilija Kosiakowa za pieniądze ofiarowane przez marynarkę wojenną oraz przez wiernych (w stosownej kweście uczestniczył św. Jan Kronsztadzki).
Cerkiew pełniła funkcje liturgiczne do 1927, kiedy została zamieniona w kino im. Maksyma Gorkiego, a po 1956 – w salę koncertową i klub dla żołnierzy służących w twierdzy Kronsztad. W 1974 w soborze otwarto jedną z filii Muzeum Marynarki Wojennej. W 2002 na kopule budynku został ponownie umieszczony krzyż. W 2005 po raz pierwszy od czasu likwidacji w cerkwi odprawiono Świętą Liturgię. 19 kwietnia 2012 patriarcha moskiewski i całej Rusi Cyryl w obecności prezydenta Federacji Rosyjskiej Dmitrija Miedwiediewa dokonał ponownego poświęcenia obiektu.

## Architektura
Sobór Morski został wzniesiony w stylu neobizantyjskim. Jego wysokość wynosi 70 metrów, co czyni z cerkwi najwyższy budynek w Kronsztadzie. Obiekt zbudowany jest z granitu i kolorowej cegły. Wejście do niego prowadzi przez troje drzwi z portalem. Wszystkie okna w świątyni są półkoliste, cerkiew posiada łącznie 11 kopuł zgrupowanych wokół centralnej oraz liczne absydy, mozaiki i płaskorzeźby.
Jednocześnie w nabożeństwie odprawianym w soborze może uczestniczyć 5000 wiernych. Inspiracją dla jego formy była patriarsza katedra Hagia Sophia; obiekt jest rozwinięciem koncepcji architektonicznych, które Kosiakow wykorzystał już przy projekcie innej cerkwi finansowanej przez marynarkę wojenną w Lipawie oraz cerkwi Ikony Matki Bożej „Miłująca” w Petersburgu.